# Il y est allé trop fort
Il y est allé trop fort est une nouvelle d’Anton Tchekhov, parue en 1885.

## Historique
Il y est allé trop fort est initialement publié dans la revue russe Les Éclats, no 46, du 16 novembre 1885, signée Antocha Tchékhonté. Aussi traduit en français sous le titre Il a mis trop de sel ou encore Trop salé.

## Résumé
L’arpenteur Gleb Smirnov se rend chez le général Kholkhotov pour borner sa propriété. 
À la gare, il ne trouve que la carriole de Klim, un paysan, pour l’y conduire. Il y a quarante verstes à faire, aucune habitation ou village sur le chemin et la nuit tombe. Smirnov n’est pas rassuré : ne vont-ils pas être attaqués ? Smirnov, qui n’a pas confiance en Klim, lui annonce qu’il a des pistolets dans sa valise, qu’il est un agent de l’État, que les autorités savent où il est, que des gendarmes ont été postés le long du chemin pour s’assurer que tout se passe bien.
Le cheval accélérant, Smirnov pense que Klim l’emmène dans un traquenard. Il fait mine de sortir un pistolet. C’est au tour de Klim d’avoir peur : il saute de la carriole en suppliant de l’épargner. Smirnov, seul dans un bois, doit appeler Klim pendant deux heures avant que ce dernier n’accepte de remonter et de repartir.
Smirnov n’a maintenant plus peur.

## Édition française
- Il y est allé trop fort, traduit par Édouard Parayre, in Œuvres I, Paris, Éditions Gallimard, coll. « Bibliothèque de la Pléiade » no 197, 1968  (ISBN 978-2-07-0105-49-6).